# Liste der Kulturdenkmäler in Martinstein
In der Liste der Kulturdenkmäler in Martinstein sind alle Kulturdenkmäler der rheinland-pfälzischen Ortsgemeinde Martinstein aufgeführt. Grundlage ist die Denkmalliste des Landes Rheinland-Pfalz (Stand: 2. August 2023).

## Einzeldenkmäler
| Bezeichnung                   | Lage                           | Baujahr         | Beschreibung | Bild                           |
| ----------------------------- | ------------------------------ | --------------- | --- | ------------------------------ |
| Katholische Kirche St. Martin | Hauptstraße, hinter Nr. 9 Lage | 14. Jahrhundert | gotischer Chor, 14. Jahrhundert, barockes Schiff, bezeichnet 1729                                                                | weitere Bilder Fotos hochladen |
| Grabsteine                    | Hauptstraße, hinter Nr. 9 Lage | um 1765         | auf dem ummauerten Kirchhof Grabsteine, um 1765, barocker Priestergrabstein, 18. Jahrhundert; Sockel eines spätbarocken Kruzifix | BW                             |
| Rathaus                       | Hauptstraße 40 Lage            | 1903            | ehemalige Schule; Zweiflügelanlage, Krüppelwalmdachbauten, teilweise Zierfachwerk, Heimatstil, bezeichnet 1903                   | Fotos hochladen                |